# یحیی

تابلوی یحیی، اثر لئوناردو داوینچی

یحیی تعمید دهنده یا یوحنای معمدان (به عبرانی: יוחנן/یحنان، به یونانی باستان: Ἰωάννης/یوآنس) فرزند زکریا، واعظ و تارک جهانِ یهودی سدهٔ یکم میلادی بود که مسیحیان، مسلمانان، صابئین مندایی و بهائیان به پیامبری او باورمند هستند. نام تعمیددهنده در انجیل‌های غنوصی ذکر شده است. بر اساس انجیل لوقا، یحیی خویشاوند عیسی بود. مسیحیان، یحیی را پیشرو و بشارت‌دهندهٔ ظهور مسیح می‌دانند. با شناسایی فرقه یهودی اسنی در سدهٔ اخیر، بسیاری از محققان، یحیی را از این گروه دانسته‌اند. کاهنان یهود از جدی‌ترین مخالفان یحیی و تعالیمش بودند.

## تولد و رشد
بر اساس انجیل، زکریا از فرزندان ابیا و زوجه‌اش الیصابات از نسل هارون بود. الیصابات دخترعموی مریم بود و شش ماه زودتر از مریم، به یحیی حامله شد. بر اساس انجیل لوقا، مریم هنگامی که به عیسی حامله گشته بود، نزد الیصابات رفت و الیصابات گفت: «از آن لحظه‌ای که آمدی جنین در شکم من به حرکت درآمد».
انجیل لوقا تنها انجیلی است که به شرح زاده‌شدن یحیی می‌پردازد. بر اساس روایت لوقا، یحیای تعمیددهنده، فرزند زکریا و الیصابات است. الیصابات نازا بود و نمی‌توانست فرزندی برای زکریّا بیاورد. وقتی نوبت زکریا بود تا در معبد اورشلیم بخور دهد، از خداوند خواست تا وارثی صالح به وی عطا کند. جبرئیل بر وی نازل شد و به او بشارت داد که از او و زوجه‌اش الیصابات فرزندی پدید خواهد آمد که نام او یحیی است. زکریّا از کلام فرشته متعجب شد، زیرا با توجه به کهولت سن خودش و الیصابات این مسئله را غیرممکن می‌دید. اما فرشته گفت که «این برای پروردگار تو آسان است». زکریّا به نشانه این بشارت تا سه روز نمی‌توانست سخن بگوید؛ و نهایتاً پس از سه روز هنگامی که نام فرزند را از او پرسیدند، الیصابات، قصد کرد او را به نام پدرش زکریّا نام نهد. زکریّا تخته‌ای خواست و اسم یحیی را (که در آن زمان اسمی بی‌سابقه و کاملاً جدید بود) بر آن نوشت و در همان لحظه دوباره قدرت تکلم خود را بازیافت.
روایت قرآنی ولادت یحیی تفاوت چندانی با روایت انجیل ندارد، جز این که قرآن اسمی از الیصابات، زوجهٔ زکریا، نمی‌برد.
در انجیل رشد یافتن و پرورش یحیی مورد توجّه قرار نمی‌گیرد. بر اساس قرآن، یحیی از کودکی شایستگی تحویل گرفتن امانت پیغامبری را به دست آورد و تورات با قوت نبوت فراگرفت. بنا به قرآن، یحیی بر اساس کتاب تورات قضاوت می‌کرد و به تبلیغ دین می‌پرداخت تا جایی که در میان بنی اسرائیل مشهور شد که تنها کسی که به احکام تورات آگاهی تمام دارد، یحیی است. قرآن اشاره می‌کند که او نسبت به والدین خود مهربان بود و نیکی می‌کرد، که می‌توان استنباط نمود که یحیی در دامان زکریّا و مادرش رشد کرده است.

## تعمید
یحیی در حوالی رود اردن، غسل تعمید می‌داد و موعظه می‌کرد و حتی بنا به انجیل، عیسی مسیح را نیز، غسل تعمید داد.

## بشارت یحیی
در انجیل لوقا باب سوم آیهٔ ۱۶ آمده است: «و مردم مترصد می‌بودند و هر یک در دل خویش تصور می‌کرد که آیا این مسیح است؟ یحیی همگی را گفت: بدانید که من شما را به آب غسل می‌دهم. امّا کسی خواهد آمد مسیح است و او شما را به روح‌القدس و آتش غسل خواهد داد و من حتی شایستگی ندارم که خم شده بند نعلینش را بگشایم؛ که طبقش در دست اوست و خرمن خود را خوب پاک نموده گندم را در انبار خود جمع خواهد نمود و کاه را در آتشی که خاموشی نپذیرد خواهد سوزانید.»
در انجیل یوحنا باب اول آیهٔ ۷ آمده است: «یکی از جانب خدا آمد و اسمش یحیی بود. او برای شهادت آمد تا بر نور شهادت دهد تا همه به واسطه او ایمان آرند. او خود روشنایی نبود بلکه آمده بود تا بر روشنایی شهادت دهد؛ و روشنایی حقیقی آن است که جهان از او منور می‌گردد»
در انجیل یوحنا آیهٔ ۱۵ بر گواهی و بشارت یحیی تأکید شده است: «و یحیی در حق او گواهی داد و به آواز بلند گفت کسی است و من او را ذکر کردم و او پس از من می‌آید و پیش از من است زیرا که از آن پیش بود. موسی آیین قرار داد اما نعمت و راستی از عیسی رسیده است و او مسیح است»
هم چنین در انجیل یوحنا آیهٔ ۳۰ آمده است که یحیی، عیسی را ملاقات می‌کند: «عیسی به طرف خود می‌آمد گفت اینک برهٔ خدا که عصیان از خلق خدا برگرداند. این آن است که حق او گفتم پس از من است ازیرا که پیش از من بوده است و من خود او را نشناختم؛ و یحیی شهادت داد که من روح را دیدم که از آسمان پایین می‌آمد و مانند کبوتر بر او می‌نشست و من او را نشناخته بودم لیکن آن کس که مرا فرستاده است که به آب غسل دهم، مرا گفت که هر کس را که ببینی روح بر وی نازل می‌شود و بر او می‌نشیند، خود اوست که به روح القدس غسل خواهد داد.»

## مرگ یحیی در زندان
هرودیس در آن زمان بر ربع جلیل در فلسطین پادشاهی داشت. او قصد داشت دختر برادر خود فیلیپ، به اسم هیرودیا را به عقد خود در بیاورد. یحیی فتوا داد که این ازدواج در شریعت موسی حرام است. پس از این فتوا، هرودیس، یحیی را زندانی کرد.
بنا به روایت متی، وقتی یحیی در زندان بود برای عیسی پیام فرستاد که «آیا تو آن مسیح وعده داده شده هستی، یا باز باید منتظر دیگری باشیم. عیسی جواب داد که یحیی را از آنچه دیده‌اید و شنیده‌اید خبر دهید که کران شنوایانند و کوران بینایانند و لنگان خرامان می‌گردند.»
بنا به روایت انجیل مرقس، یحیی به اشارت هیرودیا و به فرمان هرودیس به قتل رسید. جلادان در زندان سر از تنش جدا کردند و سر را در طَبقی نزد پادشاه آوردند. شاگردان یحیی بدن او را برداشته، دفن کردند.
در روایت مرگ یحیی بن زکریا با اسطوره سیاوش و همچنین وقایع پیرامون مرگ حسین بن علی شباهت‌هایی وجود دارد.
ابن بلخی گوید که، چون جهودان بنی‌اسراییل، يحيى بن زكريا عليه السلم بکشتند، تقدیر ایزدی چنان بود کی این جودرز اشغانی را بر ایشان گماشت تا همگنانرا بکشت و بعد از آن نبوت از بنی‌اسراییل منقطع شد و ذل و خواری بدیشان افتاد.

## کتاب یحیی

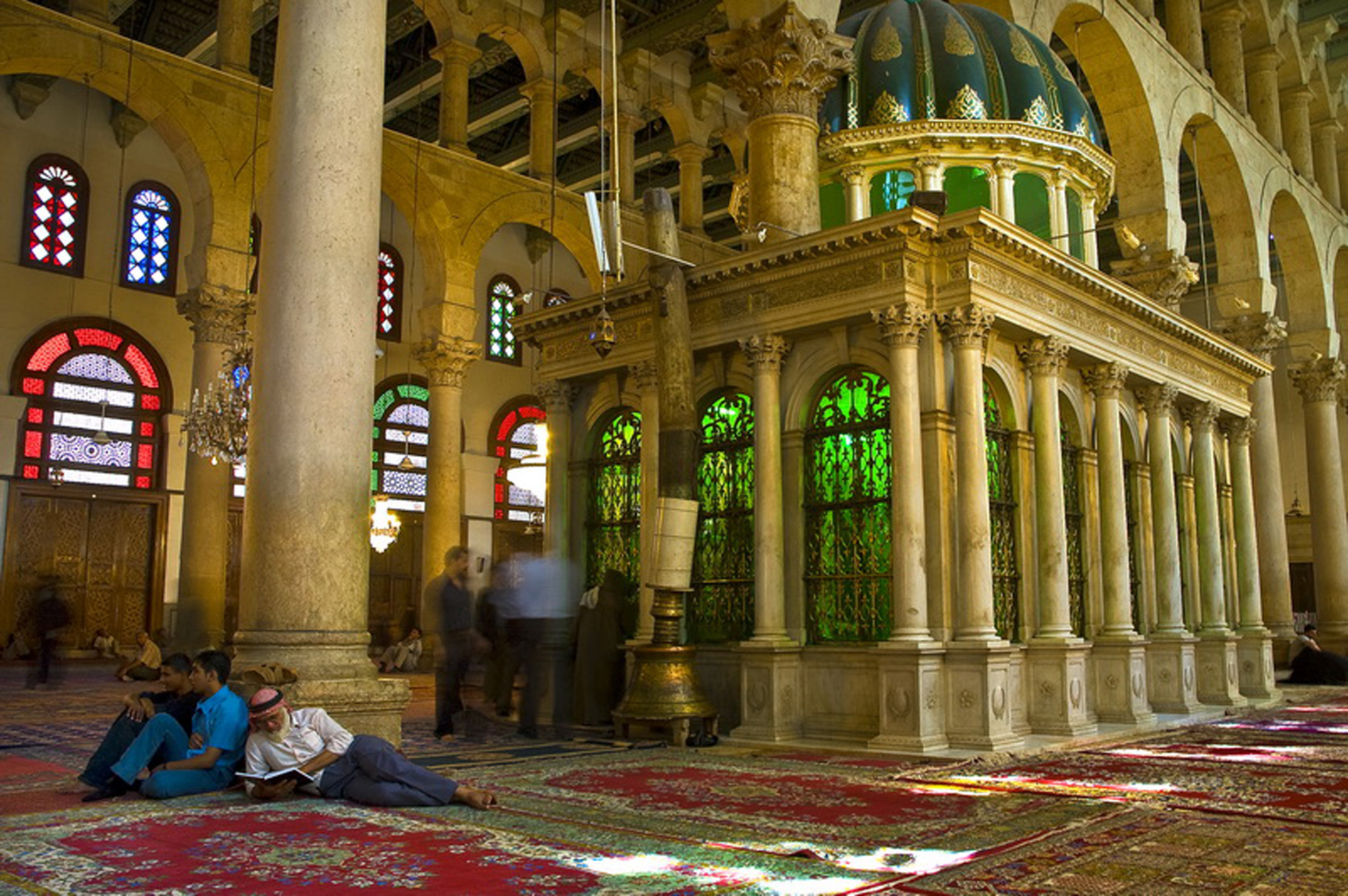
آرامگاه یحیی، مسجد جامع اموی، دمشق.

یحیی پیامبر دینی مندائیان است و کتابی بنام ادراشی اد یحیی نزد مندائیان موجود است که آن را منسوب به یحیای تعمیددهنده می‌دانند.

## یحیی در انجیل
در آیاتی از انجیل از بازگشت روح الیاس در کالبد یحیی سخن رفته است.
- متی ۱۳–۱۰: ۱۷

شاگردانش پرسیدند: «چرا روحانیان یهود با اصرار می‌گویند که قبل از ظهور مسیح، الیاس نبی باید دوباره ظهور کند؟»

عیسی جواب داد: «حق با آنهاست. الیاس باید بیاید و کارها را روبراه کند. در واقع او آمده است ولی کسی او را نشناخت و با او بدرفتاری کردند. حتی من نیز که مسیح هستم، از دست آنها آزار خواهم دید.»

آنگاه شاگردانش فهمیدند که عیسی دربارهٔ یحیای تعمید دهنده سخن می‌گوید.
- متی ۱۱:۱۴

اگر این‌ها را قبول دارید باید بدانید که یحیی همان الیاس موعود است.

## یحیی در قرآن
نام یحیی در سوره‌های آل عمران، انعام، مریم و انبیا، مجموعاً ۵ بار آمده است. او یکی از پیامبران بزرگ الهی است و از جمله امتیاز این پیامبر، این است که در کودکی به مقام نبوّت رسید. یحیی در سوره آل عمران به «حَصور» توصیف شده است. حَصور از حصر به معنی کسی است که از جهتی در محاصره است و طبق روایات به معنی خودداری‌کننده از ازدواج است. حَصور کسی است که غریزه‌ها و هوس‌های دنیایی را ترک گفته است (مرحلهٔ عالی زهد). صفات و ویژگی‌های مشترک یحیی و عیسی عبارت است از: زهد فوق‌العاده، ترک ازدواج، تولد اعجازآمیز، نسب بسیار نزدیک.